# 유베쓰정
유베쓰정(일본어: 湧別町)은 일본 홋카이도 오호츠크 종합진흥국(구 아바시리 지청) 관내 중부, 오호츠크해 연안에 있는 정이다. 2009년 10월 5일에 인접하던 가미유베쓰정과 기존의 유베쓰정이 합병해 성립하였다.
정명의 유래는 아이누어의 ‘유페’(ユペ, 상어의 뜻)이다.

## 지리
오호츠크해와 접하고 유베쓰강 하구에 위치한다. 정 동부에는 사로마호가 있다.

## 역사
- 1906년 - 2급 정촌제를 시행해 유베쓰촌이 탄생했다.
- 1910년 - 유베쓰촌을 분할해 시모유베쓰촌(下湧別村)이 탄생했다.
- 1940년 - 1급 정촌제를 시행했다.
- 1953년 - 정으로 승격 및 개칭해 유베쓰정이 되었다.
- 2009년 10월 5일 - 유베쓰정과 가미유베쓰정이 신설 합병해 유베쓰정이 되었다.

## 경제
기간산업은 어업과 낙농업, 농업 등이다. 일본 최북단의 사과 산지이다.

## 교통

### 철도
- 홋카이도 여객철도 세키호쿠 본선

### 도로
- 국도 238호선
- 국도 242호선

## 기후
| 유베쓰정의 기후                                              | 유베쓰정의 기후 | 유베쓰정의 기후 | 유베쓰정의 기후 | 유베쓰정의 기후 | 유베쓰정의 기후 | 유베쓰정의 기후 | 유베쓰정의 기후 | 유베쓰정의 기후 | 유베쓰정의 기후 | 유베쓰정의 기후 | 유베쓰정의 기후 | 유베쓰정의 기후 | 유베쓰정의 기후 |
| 월                                                           | 1월             | 2월             | 3월             | 4월             | 5월             | 6월             | 7월             | 8월             | 9월             | 10월            | 11월            | 12월            | 연간            |
| ------------------------------------------------------------ | --------------- | --------------- | --------------- | --------------- | --------------- | --------------- | --------------- | --------------- | --------------- | --------------- | --------------- | --------------- | --------------- |
| 역대 최고 기온 °C (°F)                                       | 9.4 (48.9)      | 11.0 (51.8)     | 18.3 (64.9)     | 31.1 (88.0)     | 38.5 (101.3)    | 33.8 (92.8)     | 34.9 (94.8)     | 35.5 (95.9)     | 32.6 (90.7)     | 28.0 (82.4)     | 22.3 (72.1)     | 17.0 (62.6)     | 38.5 (101.3)    |
| 일평균 최고 기온 °C (°F)                                     | −2.5 (27.5)     | −2.3 (27.9)     | 1.9 (35.4)      | 9.3 (48.7)      | 15.0 (59.0)     | 18.0 (64.4)     | 21.9 (71.4)     | 23.7 (74.7)     | 21.2 (70.2)     | 15.2 (59.4)     | 7.3 (45.1)      | 0.1 (32.2)      | 10.7 (51.3)     |
| 일일 평균 기온 °C (°F)                                       | −6.6 (20.1)     | −6.8 (19.8)     | −2.2 (28.0)     | 4.3 (39.7)      | 9.7 (49.5)      | 13.4 (56.1)     | 17.5 (63.5)     | 19.3 (66.7)     | 16.1 (61.0)     | 9.8 (49.6)      | 2.9 (37.2)      | −3.8 (25.2)     | 6.1 (43.0)      |
| 일평균 최저 기온 °C (°F)                                     | −11.7 (10.9)    | −12.7 (9.1)     | −7.1 (19.2)     | −0.4 (31.3)     | 4.8 (40.6)      | 9.4 (48.9)      | 13.9 (57.0)     | 15.6 (60.1)     | 11.7 (53.1)     | 5.0 (41.0)      | −1.2 (29.8)     | −8.4 (16.9)     | 1.6 (34.8)      |
| 역대 최저 기온 °C (°F)                                       | −26.9 (−16.4)   | −27.6 (−17.7)   | −24.6 (−12.3)   | −14.7 (5.5)     | −3.2 (26.2)     | 0.0 (32.0)      | 3.8 (38.8)      | 5.8 (42.4)      | 2.5 (36.5)      | −4.0 (24.8)     | −14.9 (5.2)     | −22.1 (−7.8)    | −27.6 (−17.7)   |
| 평균 강수량 mm (인치)                                        | 32.0 (1.26)     | 23.1 (0.91)     | 25.5 (1.00)     | 38.6 (1.52)     | 53.7 (2.11)     | 67.3 (2.65)     | 102.9 (4.05)    | 114.1 (4.49)    | 117.3 (4.62)    | 79.3 (3.12)     | 49.3 (1.94)     | 43.1 (1.70)     | 750.7 (29.56)   |
| 평균 강수일수 (≥ 1.0 mm)                                     | 10.0            | 8.4             | 8.1             | 9.0             | 9.9             | 10.4            | 11.4            | 11.6            | 11.9            | 10.3            | 9.8             | 9.7             | 120.5           |
| 평균 월간 일조시간                                           | 102.2           | 120.1           | 161.0           | 177.1           | 179.8           | 163.0           | 157.2           | 157.2           | 165.3           | 152.2           | 110.3           | 99.0            | 1,747.4         |
| 출처: 일본 기상청 (평년값: 1991년~2020년, 극값: 1977년~현재) |                 |                 |                 |                 |                 |                 |                 |                 |                 |                 |                 |                 |                 |